# Perizoma fasciaria
Perizoma fasciaria är en fjärilsart som beskrevs av John Henry Leech 1897. Perizoma fasciaria ingår i släktet Perizoma och familjen mätare. Inga underarter finns listade i Catalogue of Life.